# Claus Bendeke
Claus Bendeke (3. února 1763, Vang – 29. května 1828, Kristiansand) byl norský právník, státní úředník a inspektor severního Grónska.

## Životopis
Claus Bendeke se nejprve učil doma u vychovatelů, po otcově smrti studoval na škole v Helsingøru a poté až do roku 1788 studoval práva v Kodani. Poté byl zaměstnán v administrativě v Kodani. V roce 1795 byl jmenován inspektorem jižního Grónska, v roce 1796 se přestěhoval do severního Grónska, částečně proto, že tam byl lépe placen, a v roce 1801 se vrátil do Norska ze zdravotních důvodů, protože nesnášel chladné podnebí a trpěl kurdějemi. Oficiálně však úřadoval až do roku 1803, kdy ho zastoupil Peter Hanning Motzfeldt, který pak úřad převzal na dalších 14 let.
Během svého působení vytvořil první bankovky v Grónsku, které vytiskl na zadní stranu hracích karet. Sympatizoval s Gróňany a k nelibosti dánsko-norských kolonialistů prohlásil, že Grónsko patří pouze Gróňanům a Evropané jsou jen hosté. Po svém propuštění z úřadu v roce 1803 byl jmenován komorním radou. V letech 1804 až 1816 byl guvernérem Hedmarky. Jako okresní úředník v Hedemarkenu byl Bendeke kontroverzní a ne vždy měl své případy v pořádku. Za své pochybení v této věci byl obžalován, neboť Fridrich Hesensko-Kasselský, který byl v té době místodržícím v Norsku, s ním byl nespokojen, ale k soudu nikdy nedošlo, neboť v roce 1814 byl členem Norského ústavodárného shromáždění za Selvstendighetspartiet (česky Strana nezávislosti), na kterém se rozhodovalo o konstituování Eidsvollu. Hlasovací pravidla, která platila až do roku 1884, byla Bendekeho nápadem.
V letech 1815 až 1816 byl poslancem Stortingu (norského parlamentu). V roce 1816 byl jmenován dvorním asesorem v Kristiansandu, ale kvůli přetrvávající nemoci mohl nastoupit do funkce až v následujícím roce. V roce 1823 byl jmenován dvorním justiciárem a tuto funkci vykonával až do 29. května 1828, kdy v Kristiansandu zemřel.